# 태풍 봉퐁 (2020년)
태풍 봉퐁(VONGFONG)은 2020년 5월 12일부터 5월 17일까지 활동했고 최저기압 960hPa를 기록했던 2020년의 제1호 태풍이다. 필리핀에 영향을 주었다. 봉퐁은 마카오에서 제출한 이름으로 말벌을 의미한다.

## 개요
2020년 제1호 태풍 봉퐁은 5월 12일 21시에 중심기압 1002 hPa, 최대풍속 18 m/s, 강풍 반경 280 km(북동쪽 반경)의 열대폭풍으로 필리핀 세부 동쪽 약 570 km 부근 해상에서 발생하였다.(일본 기상청 태풍정보 속보치 기준) 발생 이후 북~서북서진하며 급발달해서, 5월 14일 15시에 필리핀 세부 북동쪽 약 260 km 부근 육상(사마르섬)에서 중심기압 960 hPa, 최대풍속 44 m/s의 세력 '매우 강'의 태풍으로 최성기를 맞이하였고, 5월 14일 15시에 최성기의 세력을 그대로 가진 상태로 필리핀 사마르섬에 상륙하였다.(일본 기상청 태풍정보 속보치 기준) 필리핀을 관통하며 육상 마찰로 약화되었고, 남중국해와 루손 해협에 진출한 이후로는 북~북북서진하며 높은 연직시어로 인해 급약화되어서, 일본 기상청 기준으로는 5월 17일 3시에 필리핀 마닐라 북쪽 약 601 km 부근 해상(루손 해협)에서 중심기압 1004 hPa의 열대저압부로 소멸하였다. 한국 기상청 기준으로는 5월 17일 3시에 필리핀 마닐라 북쪽 약 570 km 부근 해상(루손 해협)에서 중심기압 1002 hPa의 열대저압부로 소멸하였다.

## 같이 보기
- 태풍 짠쯔 (2006년)
- 태풍 펑선 (2008년)
- 태풍 노을 (2015년)
- 태풍 간무리 (2019년)